# O Palacio (Villarino de Conso)
O Palacio es una entidad de población situada en la parroquia de Villarino, del municipio español de Villarino de Conso, en la provincia de Orense, Galicia.

## Demografía
La entidad de población de O Palacio no consta ni en las bases de datos del INE ni en las del IGE por lo que se desconocen los datos demográficos de la misma.